# ابن آوى مخطط الجانبين
ابن آوى مخطط الجانبين (بالإنجليزية: Canis adustus)‏ هو نوع من الكلبيات يتواجد في إفريقيا. مساحة انتشاره أصغر من مساحة ابن عمه ابن آوى الذهبي.

## وصف
يعتبر ابن آوى مخطط الجانبين متوسط الحجم. ليس أكبر من قريبه ابن آوى الذهبي بكثير. قد يزن ما بين 6 كيلوغرامات إلى 14 كيلوغرام، يعتبر حيوانًا ليليًا إذ نادرًا مايرى نهارًا. عوائه شبيه إلى حد أنه من الصعب التمييز بين صوته وصوت البومة.
أما الفراء فهو في الغالب مخطط بالجانب كما يشير اسمه.

## الولادة
يبدأ وقت التزاوج في فصل الخريف إلى حدود شهر يناير. وتمتد فترة الحمل ما بين 57 يوم إلى 70 يومًا. وتضع الأنثى 3 جراء إلى 6 جراء، وقد لا يعيش سوى جرو أو جروين. أما سن التزاوج فهو ما بين 6 أشهر إلى 11 شهرًا.

## الانتشار
ينتشر هذا النوع من بنات آوى من السنغال غربًا إلى السودان وإثيوبيا شرقًا وموزمبيق جنوبًا أما شمالًا فهو لا يتجاوز الصحراء الكبرى.